# Тувр
Тувр (фр. Touvre) — коммуна во Франции, находится в регионе Пуату — Шаранта. Департамент — Шаранта. Входит в состав кантона Рюэль-сюр-Тувр. Округ коммуны — Ангулем.
Код INSEE коммуны — 16385.
Коммуна расположена приблизительно в 390 км к юго-западу от Парижа, в 105 км южнее Пуатье, в 8 км к востоку от Ангулема.

## Население
Население коммуны на 2008 год составляло 1109 человек.
| 1962 | 1968 | 1975 | 1982 | 1990 | 1999 | 2008 |
| ---- | ---- | ---- | ---- | ---- | ---- | ---- |
| 567  | 604  | 785  | 933  | 1020 | 1024 | 1109 |

## Климат
Климат океанический. Ближайшая метеостанция находится в городе Коньяк.
| Показатель                        | Янв. | Фев. | Март | Апр. | Май  | Июнь | Июль | Авг. | Сен. | Окт. | Нояб. | Дек. | Год   |
| --------------------------------- | ---- | ---- | ---- | ---- | ---- | ---- | ---- | ---- | ---- | ---- | ----- | ---- | ----- |
| Средний суточный максимум, °C     | 8,7  | 10,5 | 13,1 | 15,9 | 19,5 | 23,1 | 26,1 | 25,4 | 23,1 | 18,5 | 12,4  | 9,2  | 17,7  |
| Средняя температура, °C           | 5,4  | 6,7  | 8,5  | 11,1 | 14,4 | 17,8 | 20,2 | 19,7 | 17,6 | 13,7 | 8,6   | 5,9  | 12,5  |
| Средний суточный минимум, °C      | 2,0  | 2,8  | 3,8  | 6,2  | 9,4  | 12,4 | 14,4 | 14,0 | 12,1 | 8,9  | 4,7   | 2,6  | 7,8   |
| Норма осадков, мм                 | 80,4 | 67,3 | 65,9 | 68,3 | 71,6 | 46,6 | 45,1 | 50,2 | 59,2 | 68,6 | 79,8  | 80,0 | 783,6 |
| Источник: Relevé météo des Cognac |      |      |      |      |      |      |      |      |      |      |       |      |       |

## Администрация
| Период | Период | Фамилия        | Партия                  | Примечания |
| ------ | ------ | -------------- | ----------------------- | ---------- |
| 2001   | 2008   | Мишель Юмо     | Разные левые            |            |
| 2008   |        | Брижит Баптист | Социалистическая партия |            |

## Экономика
В 2007 году среди 740 человек в трудоспособном возрасте (15—64 лет) 541 были экономически активными, 199 — неактивными (показатель активности — 73,1 %, в 1999 году было 71,6 %). Из 541 активных работали 501 человек (260 мужчин и 241 женщина), безработных было 40 (15 мужчин и 25 женщин). Среди 199 неактивных 58 человек были учениками или студентами, 104 — пенсионерами, 37 были неактивными по другим причинам.

## Достопримечательности
- Приходская церковь Сен-Маделен (XII век). Исторический памятник с 1938 года[3]
  - Бронзовый колокол (1536 год). На колоколе выгравирована надпись: I.IHS. M.LAN. MIL. V.XXX. VI. S.MARIA. MAGDALENA. S.BARBARA. ORATE. PRO. NOBIS./D.N.A.. Исторический памятник с 1939 года[4]
- Поместье Леш (XVII—XVIII века). Исторический памятник с 1994 года[5]
- Феодальный замок, ошибочно называемый замок Равайак. Остался только фундамент
- Мельница Люссак
- Мельница Майери (XIX век)
- Мельница Руа (XVIII век)

## Фотогалерея

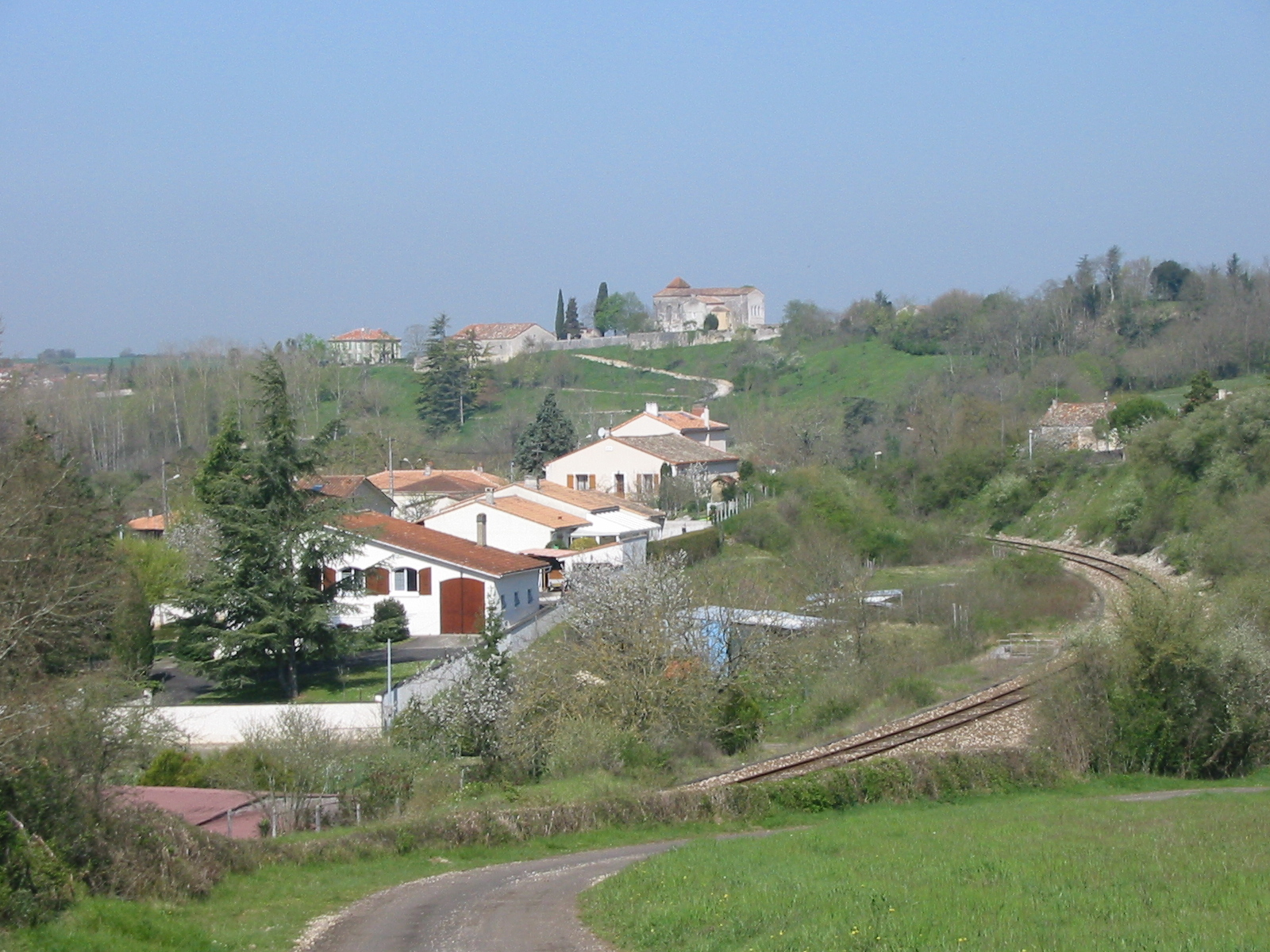
Тувр
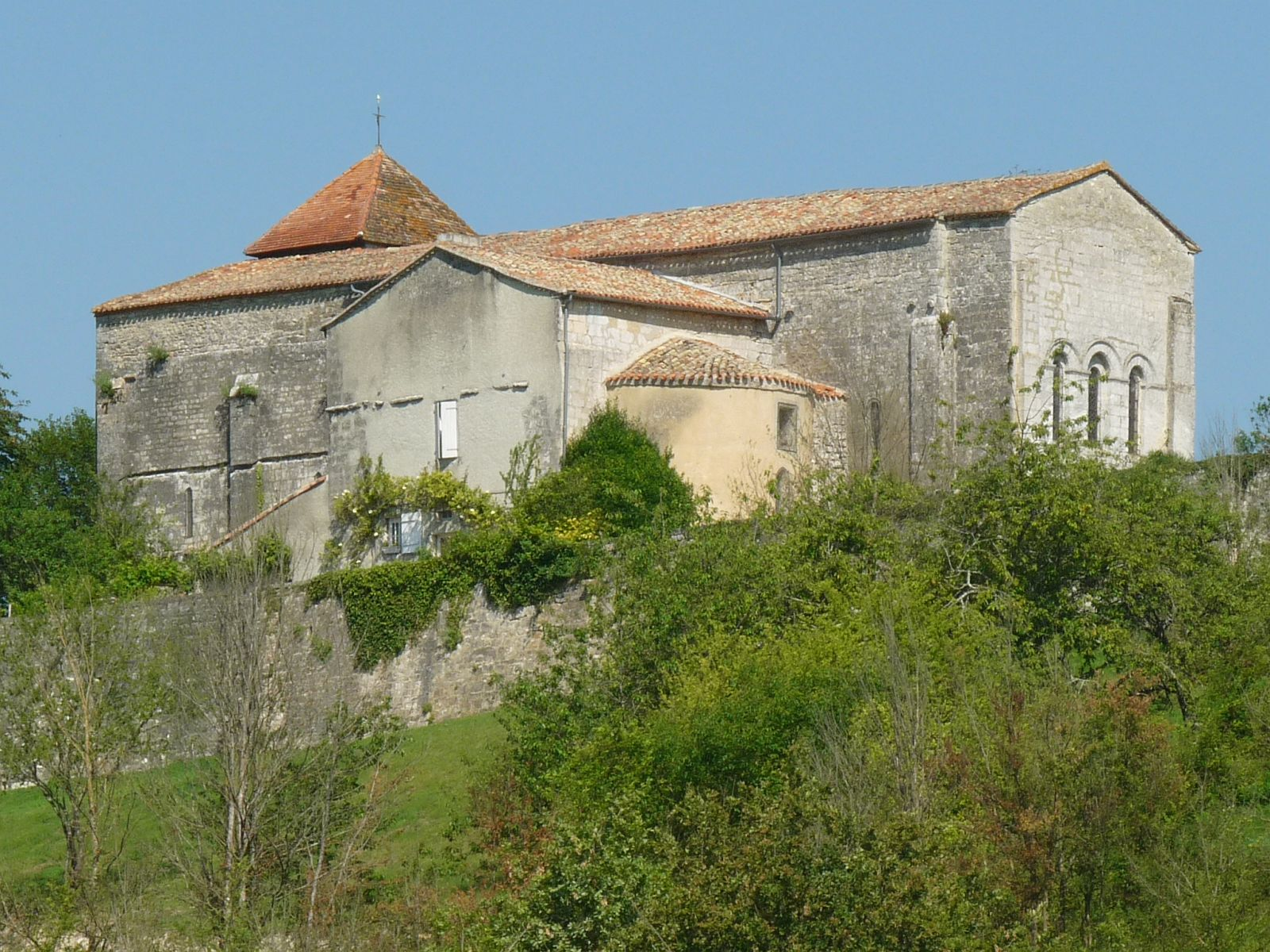
Церковь Сен-Маделен
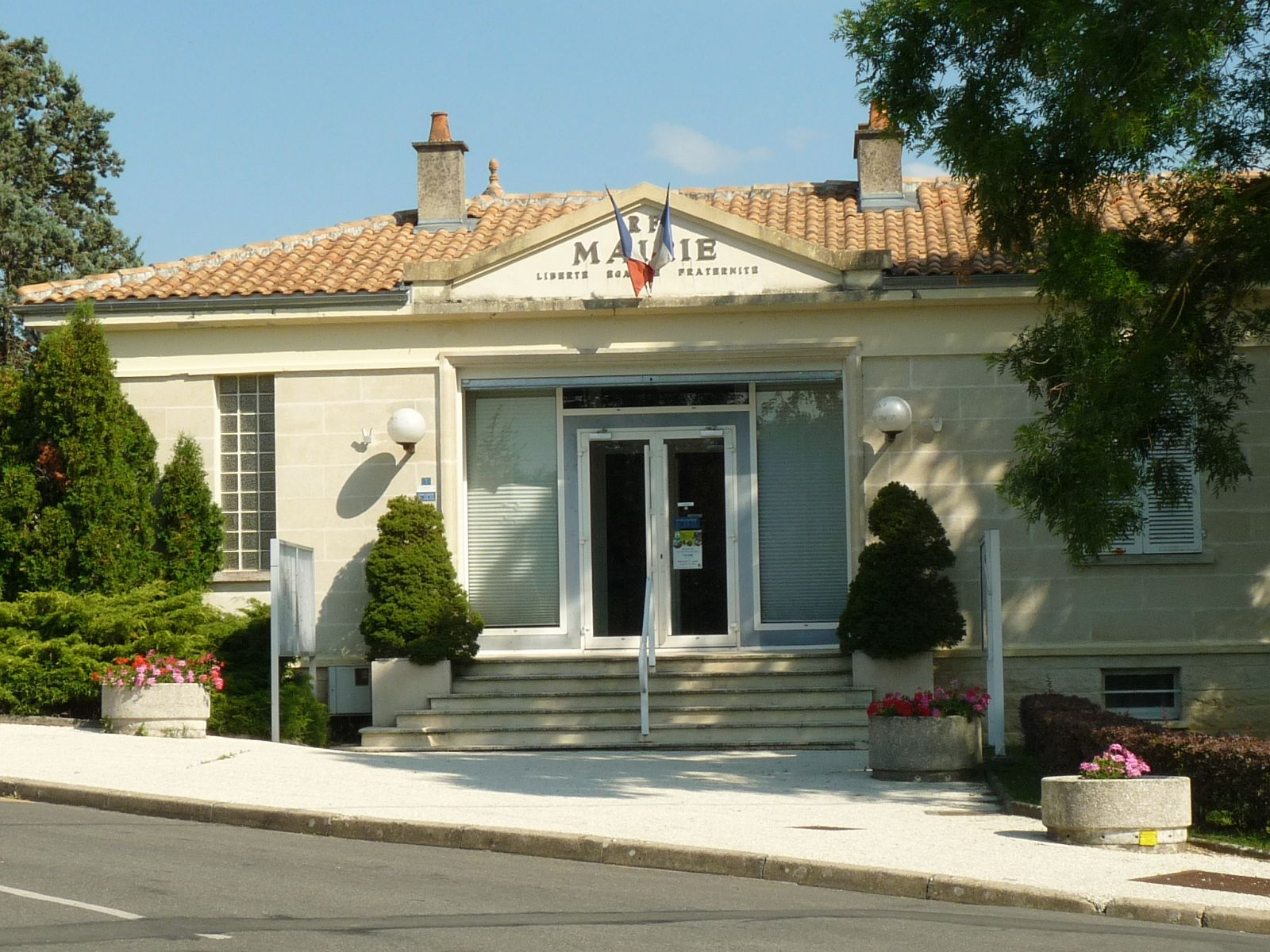
Мэрия
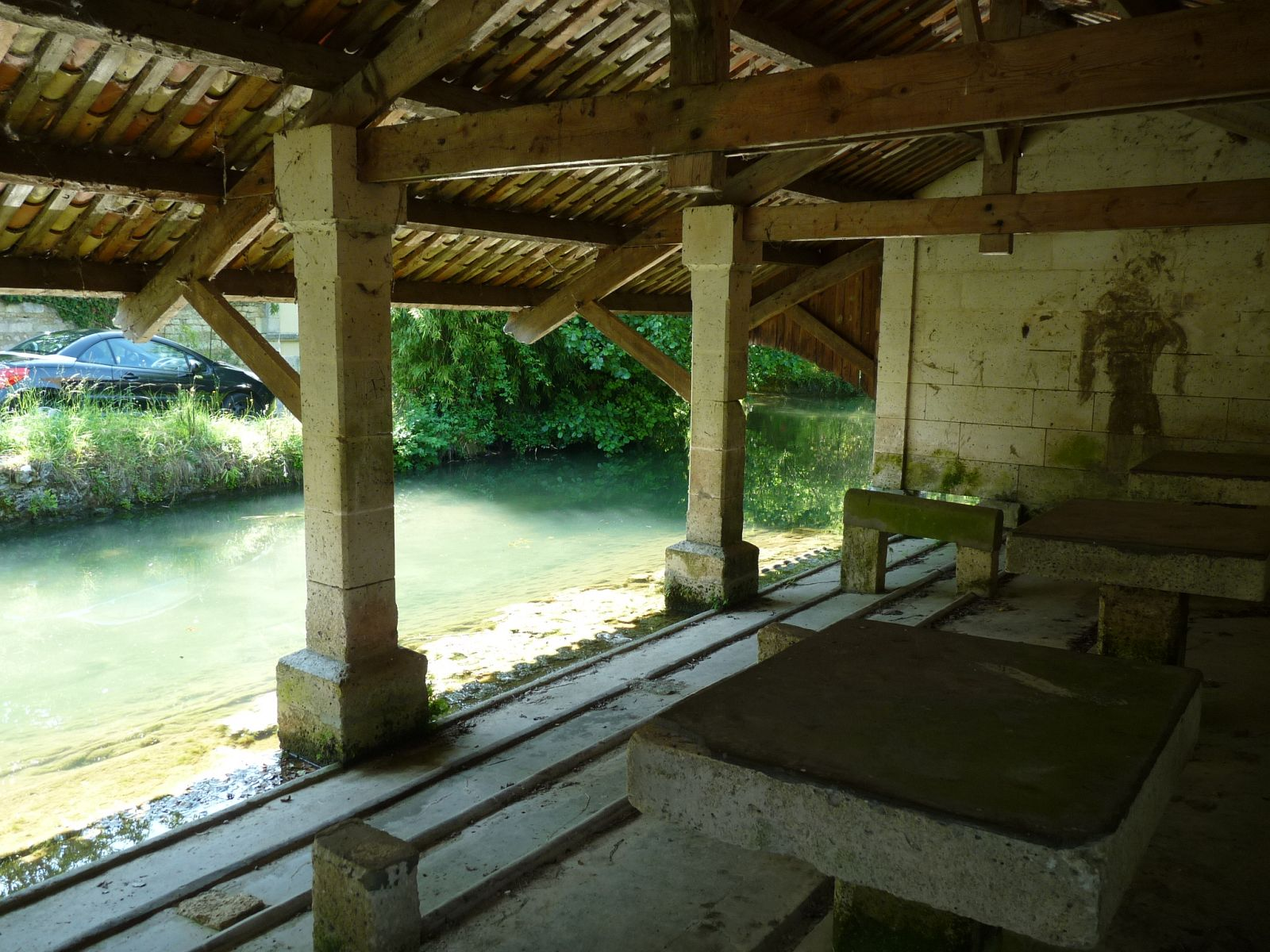
Общественная прачечная